# バハーワルプル
バハーワルプル（ウルドゥー語: بہاولپور）は、パキスタンのパンジャーブ州の都市である。バハーワルプル県の県都である。2012年の人口は約122万人。

## 歴史
1690年以降、バハーワルプルはナワーブに統治され、18世紀後半にはアフガニスタンのドゥッラーニー朝の支配下にあったが、19世紀初頭に同王朝が混乱すると、1802年にバハーワル・ハーン2世はこの地に独立した支配を打ちたてた。
1833年2月22日、バハーワル・ハーン3世はイギリスと軍事保護条約を結び、イギリス配下の藩王国となった。バハーワルプル藩王国はムスリムの藩王国としては、ハイダラーバードのニザーム藩王国に次ぐ面積を誇る大藩王国であった。
1947年8月、インド・パキスタン分離独立時、バハーワルプル藩王国はパキスタンへの帰属を決定しており、同国に併合された。

## 地理
インダス川支流であるサトレジ川（Sutlej River）の南に位置し、チョリスタン砂漠（Cholistan Desert）地域にある。

## ギャラリー
- ヌール・マハル（英語版）
- デーラーワル城（英語版）
- ファリード門（英語版）
- ファリード門でのマーケット
- バハーワル・ヴィクトリア病院（英語版）